# 마크 해밀
마크 해밀(Mark Hamill, 1951년 9월 25일 ~ )은 미국의 배우, 성우, 작가이다. 스타 워즈 시리즈의 루크 스카이워커역과 배트맨 (애니메이션)의 조커역으로 잘 알려져 있다.

## 출연 작품
- «스타 워즈 에피소드 4: 새로운 희망»
- «스타 워즈 에피소드 5: 제국의 역습»
- «스타 워즈 에피소드 6: 제다이의 귀환»
- «스타 워즈 에피소드 7: 깨어난 포스»
- «스타 워즈 에피소드 8: 라스트 제다이»
- «스타 워즈 에피소드 9: 라이즈 오브 스카이워커» - 루크 스카이워커 역
- «이집트 왕자 2: 요셉 이야기»
- «와일드 로봇» - 손 역 (목소리)